# NATO Submarine Rescue System

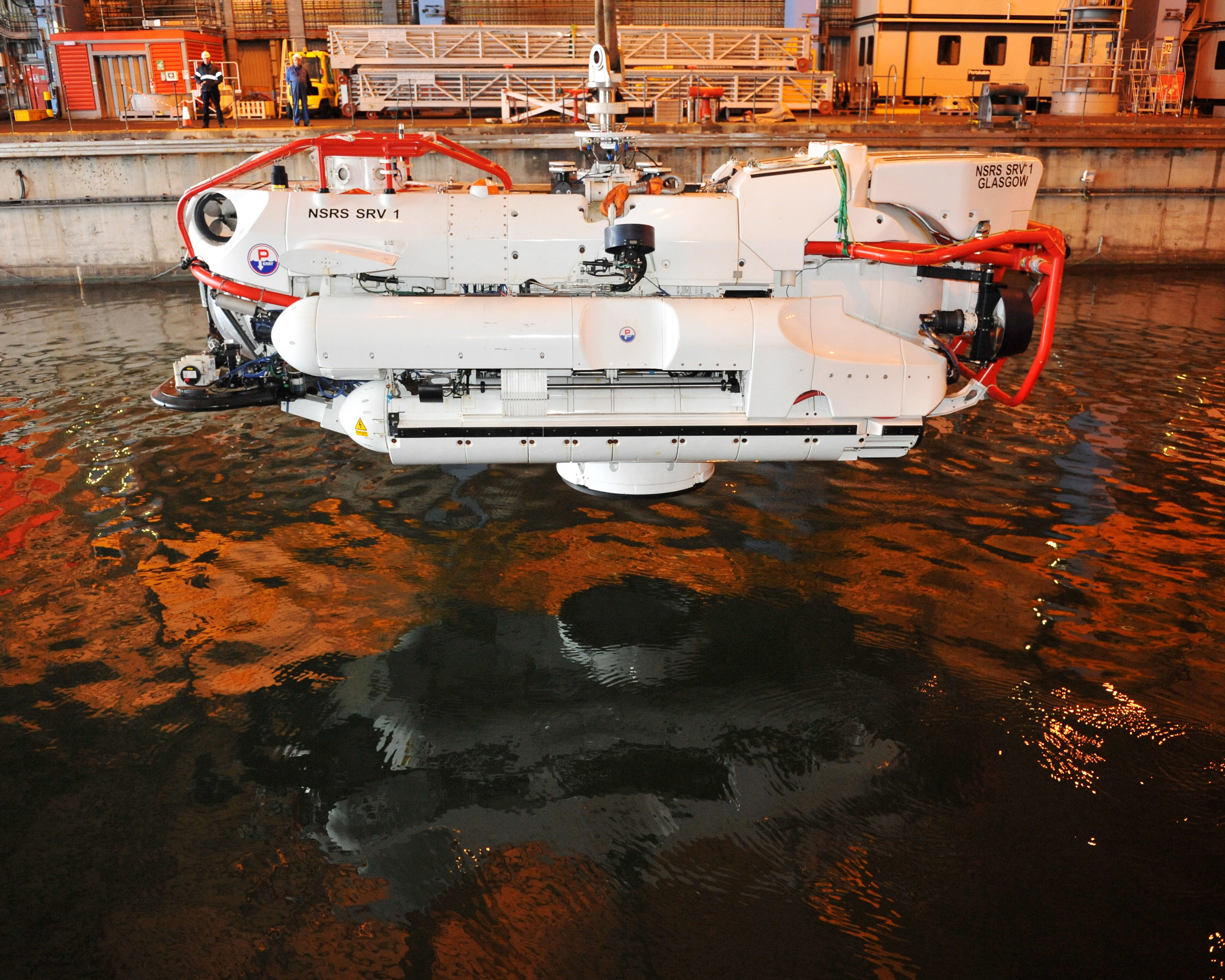
NSRS in 2011.

Das NATO Submarine Rescue System (zu deutsch: NATO U-Boot-Rettungssystem), kurz NSRS, ist ein umfassendes System zur Rettung von gesunkenen U-Booten, das unbemannte und bemannte Rettungs-U-Boote sowie unterstützende Technik umfasst. Das gesamte System ist luftverladbar. Obwohl der Name darauf schließen lässt, dass es sich um ein System der NATO handelt, handelt es sich tatsächlich lediglich um ein trinationales Vorhaben von Frankreich, Großbritannien und Norwegen.

## Allgemeines
Das NSRS ist ein Projekt der NATO-Staaten Frankreich, Großbritannien und Norwegen, das die rein britischen U-Boote LR5 und ROV Scorpio ersetzt. Die Indienststellung erfolgte Mitte 2008 und soll der Anfang einer geplanten Dienstzeit von 25 Jahren sein. Im Bedarfsfall könnten das NSRS und die von Italien und den USA – ebenfalls NATO-Mitglieder – national betriebenen Systeme weltweit jedem U-Boot zu Hilfe eilen, das über Schleusen verfügt, die den NATO-Standards entsprechen. Das NSRS ist zu diesem Zweck komplett in Containern transportfähig, die mit der Boeing C-17 der Royal Air Force und – im Gegensatz zu seinem Vorgänger – auch mit der Airbus A400M, die unter anderem von Frankreich und Großbritannien beschafft wurde, luftverlastbar. Ein Teil der Komponenten kann auch mit der kleineren Lockheed C-130 transportiert werden. Alternativ kann das System auch mit 23 Lastwagen oder Schiffen zum Einsatzort befördert werden. Für den eigentlichen Einsatz wird ein sogenanntes Mutterschiff (im Militärjargon Mothership, kurz MOSHIP) benötigt, das das System an Bord nimmt. Zu diesem Zweck betreiben die norwegische Marine mit der Harstad und die französische Marine mit der Argonaute je ein Schiff, das speziell für die Aufnahme des NSRS konzipiert wurde und somit als dediziertes U-Boot-Rettungsschiff fungieren kann. Außerdem kann jedes Schiff, das eine Deckfläche von mindestens 400 m2 mit einer minimalen Traglast von 2,5 t pro m2 aufweist, ebenfalls das NSRS aufnehmen. Weltweit gibt es rund 2200 Schiffe, die diese Anforderungen erfüllen und möglichst vollständig in einer Datenbank erfasst werden sollen. Neben einigen militärischen Spezialschiffen zählen vor allem Off-Shore-Unterstützungsschiffe dazu. Dadurch soll die Einsatzbereitschaft an jedem Ort der Welt innerhalb von 72 h nach Eintreffen des Einsatzbefehls erstellt werden können. Stationiert ist das komplette System in der britischen U-Boot-Basis Faslane-on-Clyde an der Westküste Schottlands.
Um eine Rettung unter allen bekannten Umständen gewährleisten zu können, stehen vier verschiedene Teilsysteme zur Verfügung: Ein bemanntes Rettungs-U-Boot, ein System zur Aufnahme des Bootes an Bord von Schiffen, ein Unterwasserroboter und ein Dekompressionssystem.

## Komponenten

### Submarine Rescue Vehicle (SRV)
Das SRV ist ein bemanntes Rettungs-U-Boot, das in einem sogenannten SUBSUNK (Submarine sunken) Szenario zur Evakuierung der Besatzung eines gesunkenen U-Boots (genannt Disstressed Submarine, kurz DISSUB) dient. Das vom britischen Unternehmen Perry Slingsby Systems Ltd. (PSSL) entwickelte SRV ist aus einem einzigen Stück hochfesten Stahls der Sorte NQ-1 gefertigt, was eine maximale Tauchtiefe von 610 m erlaubt – rund 50 % mehr als mit dem LR5 möglich waren. Die Besatzung besteht aus drei Personen; Pilot, Copilot und Rettungskammeroperator (Rescue Chamber Operator). Die Rettungskammer fasst bis zu 15 weitere Personen, wobei ein Druck von bis zu 6 bar aufrechterhalten werden kann. Dies soll verhindern, dass die Geretteten nach dem hohen Druck im DISSUB nicht plötzlich einem deutlich niedrigerem Druck ausgesetzt sind. Das Andocken an das DISSUB kann bei einer Abweichung von der Vertikalen von bis zu 60° erfolgen. Zur Ausrüstung des SRV zählen unter anderem ein Unterwassertelefon, Kommunikationskabel aus Glasfaser und Atemgeräte. Eine große Acrylkuppel am Bug soll eine gute Sicht ermöglichen. Der Antrieb des U-Bootes erfolgt über zwei je 25 kW (33 PS) starke Elektromotoren sowie vier kleinere Elektromotoren zum exakten Positionieren. Die dazu nötige Energie wird von Natrium-Nickelchlorid-Batterien vom Typ ZEBRA von Rolls-Royce bereitgestellt, die unter normalen Bedingungen eine Ausdauer von 12 h ermöglichen, im Notfall aber für bis zu 96 h reichen sollen. Das SRV wurde bereits im Oktober 2007 geliefert.
| Technische Daten                   |        |
| ---------------------------------- | ------ |
| Länge                              | 8,7 m  |
| Breite                             | 3,4 m  |
| Höhe                               | 3,49 m |
| Gewicht                            | 30 t   |
| Max. Tauchtiefe                    | 610 m  |
| Zerstörungstauchtiefe              | 850 m  |
| Höchstgeschwindigkeit (horizontal) | 3,8 kn |

### Portable Launch and Recovery System (PLARS)
Beim PLARS handelt es sich um ein System, das es ermöglicht, das SRV bis zu Seestärke 6 vom MOSHIP auszusetzen und auch wieder an Bord nehmen. Das PLARS ist auch in der C-130 luftverlastbar und kann auf verschiedenen Schiffen montiert werden. Das Kernelement des Systems ist ein Kran, der eine Last von bis zu 30 t – was dem Gewicht des SRV entspricht – heben kann.

### Intervention Remotely Operated Vehicle (IROV)
Das IROV ist ein unbemanntes U-Boot, das für eine Vielzahl von Aufgaben verwendet werden kann. Dazu zählen das exakte Orten des DISSUB, das Versorgen desselben mit lebenswichtigen Dingen (Wasser, Lebensmittel, Medikamente), wenn eine Evakuierung nicht sofort erfolgen kann, das Detektieren allfällig ausgetretener Radioaktivität sowie das Befreien eines U-Bootes, das sich verheddert hat (z. B. in einem Fischernetz) und nicht mehr aus eigener Kraft freikommt. Das IROV basiert auf dem Triton SP, das in der Off-Shore-Ölförderung eingesetzt wird. Hergestellt wird das IROV vom selben Hersteller wie das SRV, PSSL. Aufgrund der geringen Größe, des geringen Gewichts und dem bescheidenen Maß an benötigter Zusatzausrüstung kann das IROV seine Arbeit deutlich vor dem SRV am Einsatzort aufnehmen. Die Nutzlast von maximal 150 kg kann unter anderem Kabelschneider, bis zu acht Kameras, ein Sonar und Lampen bis zu einer Leistung von 2 kW umfassen. Um das IROV einsetzen zu können, steht ein eigenes, vom PLARS unabhängiges System zur Verfügung.
| Technische Daten |              |
| ---------------- | ------------ |
| Länge            | 2,8 m        |
| Breite           | 1,575 m      |
| Höhe             | 1,63 m       |
| Gewicht          | 2450 kg      |
| Max. Tauchtiefe  | 1000 m       |
| Antriebsleistung | 75 kW/100 PS |
| Nutzlast         | 150 kg       |

### Transfer Under Pressure (TUP) System
Das TUP dient zur Dekompression, das heißt zur langsamen Angewöhnung an den Atmosphärendruck von etwa 1 bar an der Erdoberfläche. Zu diesem Zweck stehen zwei Dekompressionskammern mit einer Kapazität von bis zu 68 Personen zur Verfügung, die unter einen Druck von maximal 6 bar gesetzt werden können. Ergänzt werden diese durch zwei kleine Zweipersonenkammern, die für individuelle medizinische Behandlung gedacht sind. Obwohl alle Komponenten des TUP zusammen ein Gesamtgewicht von rund 120 t aufweisen, ist es zerlegt luftverlastbar.